# Lotharius van Hochstaden
Lotharius van Hochstaden (gestorven Rome, 1194) was een invloedrijk 12e-eeuws geestelijke en staatsman. Hij was proost van de kapittels van Servatius in Maastricht, van Lebuïnus in Deventer, en van belangrijke kapittels in Bonn en Koblenz (wellicht ook nog in München of Münstereifel). Verder was hij – zeer kort – bisschop van Keulen en van Luik en aartskanselier van het Heilige Roomse Rijk.

## Levensschets
Lotharius stamde uit het belangrijke adellijke geslacht Van Are Hochstaden. Na de dood van Filips I van Heinsberg in 1191, koos het Keulse domkapittel hem tot aartsbisschop van Keulen. Door de graven van Berg werd hij echter gedwongen hiervan af te zien. In januari 1192 benoemde keizer Hendrik VI hem tot rijksbisschop van Luik en aartskanselier. Voor dit laatste ambt betaalde Lotharius 3000 Mark. Deze politieke benoeming werd hem door Hendrik I van Brabant niet in dank afgenomen, aangezien deze zijn broer, Albert van Leuven, al eerder tot bisschop van Luik had laten kiezen. Dit leidde op 24 november 1192 tot een gewapend treffen bij Reims, waar Albert enkele weken eerder tot bisschop was gewijd. Albert kwam hierbij om het leven en Lotharius werd door paus Celestinus III in de kerkelijke ban gedaan. Lotharius reisde naar Rome en de ban werd opgeheven, maar niet nadat hij het bisschopsambt had opgegeven. Bij een hernieuwde poging om gerehabiliteerd te worden, stierf hij in 1194 in Rome.

## Invloed
De dood van Albert van Leuven leidde in het Maas- en Nederrijngebied tot oppositie tegen het Staufische koningshuis. In de Vita Alberti, de middeleeuwse biografie over Albert van Leuven, worden Lotharius en zijn neef Dirk, de latere bisschop van Utrecht, beschuldigd van het beramen van de moordaanslag op Albert. Beiden profiteerden sterk van de dood van Albert; Lotharius werd bisschop in Luik en Dirk volgde hem op als proost in Maastricht. Uiteindelijk bleek de Brabantse positie in het prinsbisdom Luik te sterk en werd de invloed van de keizersgezinde Duitse adel teruggedrongen. Kort na 1200 gaf de keizer de voogdij over de Sint-Servaaskerk aan de hertog van Brabant, waardoor de band tussen het Maastrichtse kapittel - dat in de 12e eeuw een aantal rijkskanseliers had geleverd - en de keizer losser werd.
- Gemeinsame Normdatei: 137954387
- Virtual International Authority File: 86115521